# Gare de Grundhof
La gare de Grundhof était une gare ferroviaire luxembourgeoise de la ligne d'Ettelbruck à Grevenmacher, située dans la localité de Grundhof, sur le territoire des communes de Beaufort et Berdorf, dans le canton d'Echternach.
C'était une gare voyageurs de la Société nationale des chemins de fer luxembourgeois (CFL), avant sa fermeture en 1964.

## Situation ferroviaire
Établie à 172 mètres d'altitude, la gare de Grundhof était située au point kilométrique (PK) 18 de la ligne d'Ettelbruck à Grevenmacher, entre les gares aujourd'hui fermées de Dillingen et de Bollendorf-Pont.
Elle a été de 1904 à 1948 la gare d'origine de la ligne de Grundhof à Beaufort de la Société anonyme luxembourgeoise des chemins de fer et minières Prince-Henri, à voie métrique.

## Histoire

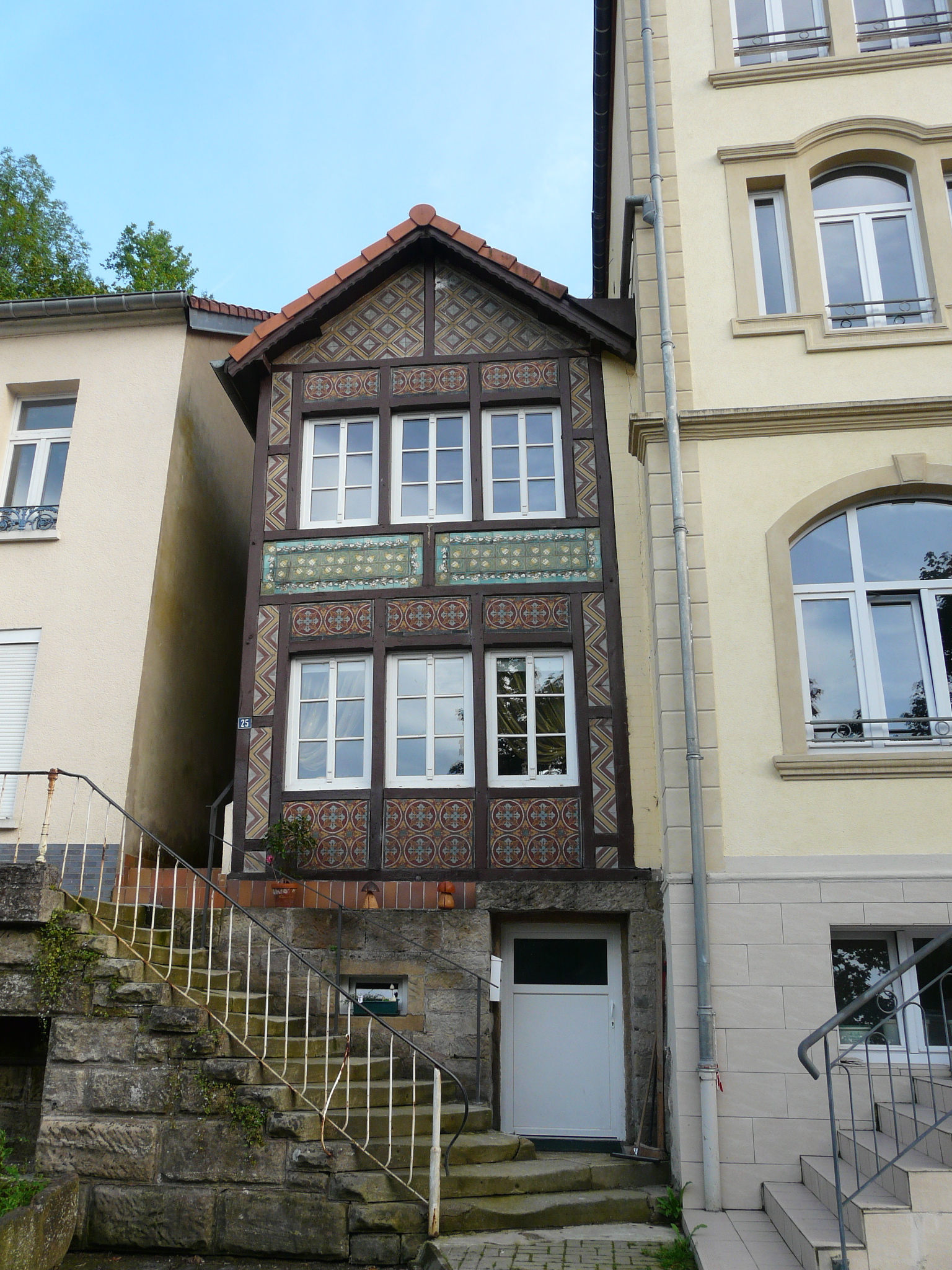
L'ancienne « gare privée », reconstruite à Bollendorf-Pont.

La gare de Grundhof est mise en service par la Compagnie des chemins de fer Prince-Henri, lors de l'ouverture à l'exploitation de la section de Diekirch à Echternach de la ligne d'Ettelbruck à Grevenmacher le 8 décembre 1873.
Le Prince-Henri met en service le 31 août 1904 la ligne de Grundhof à Beaufort, à voie métrique, pour assurer le transport des marchandises extraites des carrières de Dillingen jusqu'à la ligne à voie normale ; afin de ne pas avoir à transvaser les marchandises de wagons en wagons, les wagons à voie normale passaient sur la ligne à voie métrique grâce à des rollbocks (en), système a priori unique au Luxembourg. Ouverte au trafic voyageurs en 1911, peu de temps après l'ouverture de la section allant jusqu'au village de Beaufort, la ligne ferme définitivement le 2 mai 1948.
La gare comptait, outre son bâtiment voyageurs, un second bâtiment qualifié de « gare privée ».
La gare est fermée le 27 mai 1964, en même temps que le trafic voyageurs sur la section Diekirch-Echternach de la ligne d'Ettelbruck à Grevenmacher.

## Service des voyageurs
Gare fermée depuis le 27 mai 1964. Il ne reste plus aucun vestige de la gare, à l'exception du bâtiment de la « gare privée », reconstruit à quelques kilomètres de là, à Bollendorf-Pont et qui est inscrit à l'inventaire supplémentaire des monuments nationaux depuis le 14 mai 1991,.